# Basilica di Santa Maria Regina degli Apostoli alla Montagnola
La chiesa di Santa Maria Regina degli Apostoli alla Montagnola, retta dalla Società San Paolo (Paolini), si trova a Roma nel quartiere Ostiense, in via Antonino Pio.

## Storia

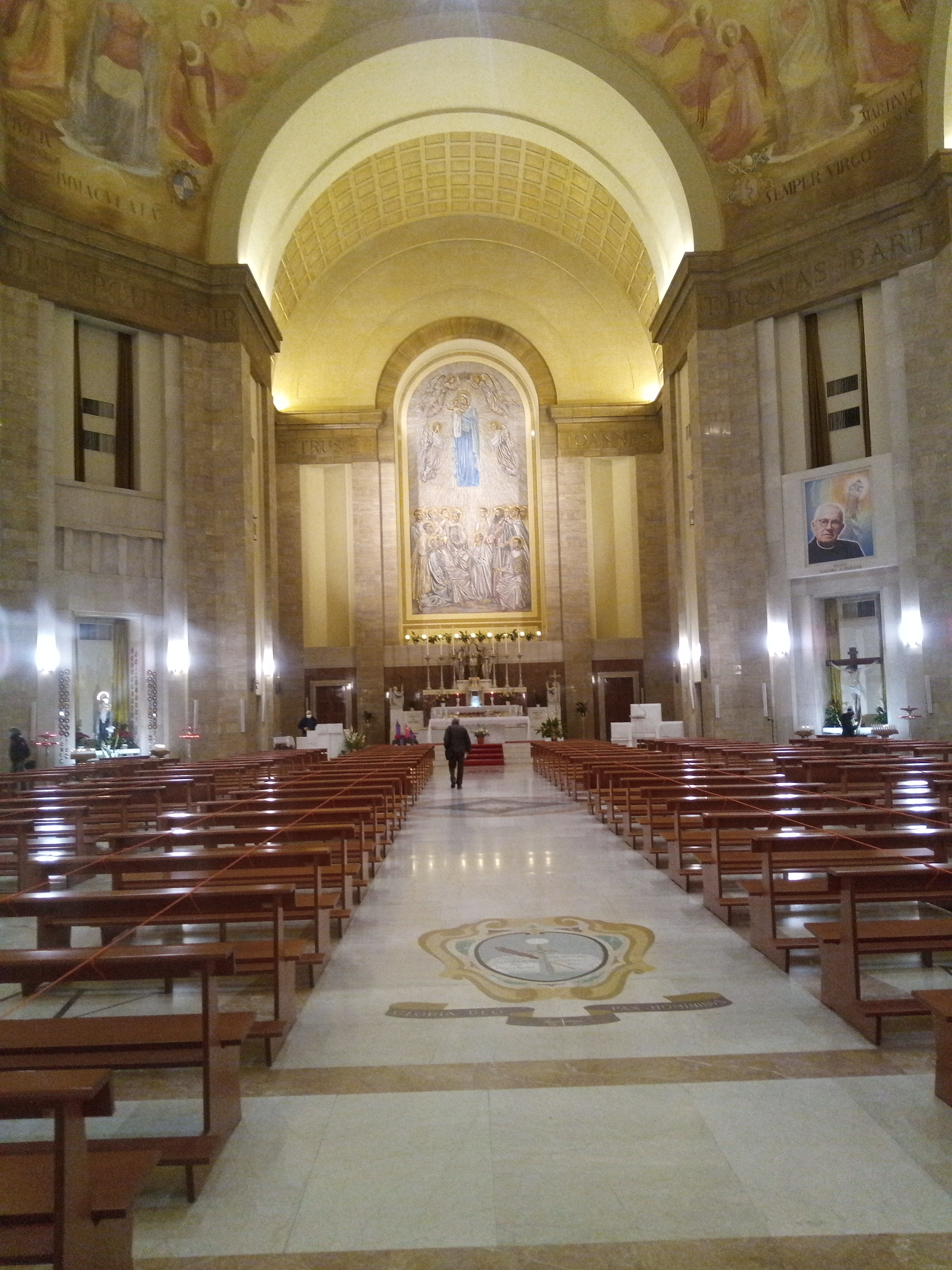
L'interno

Durante il primo dopoguerra, don Giacomo Alberione, fondatore della Famiglia Paolina, aveva in mente di fare edificare un santuario e di dedicarlo a Maria Regina degli Apostoli; si decise, finalmente, nel 1943, quando sul luogo dove oggi sorge l'edificio s'abbatté un bombardamento senza causare nemmeno una vittima: nell'evento ravvisò la protezione della Vergine. Così, finita la guerra e approvato un disegno di Leone Favini, cominciarono i lavori, che si conclusero nel 1954. Il colleggio paolino internazionale della Società San Paolo, dal 1965 il santuario è sede d'un titolo cardinalizio, dal 1976 per volontà di Paolo VI sede parrocchiale e dal 1984 basilica minore.

## Descrizione

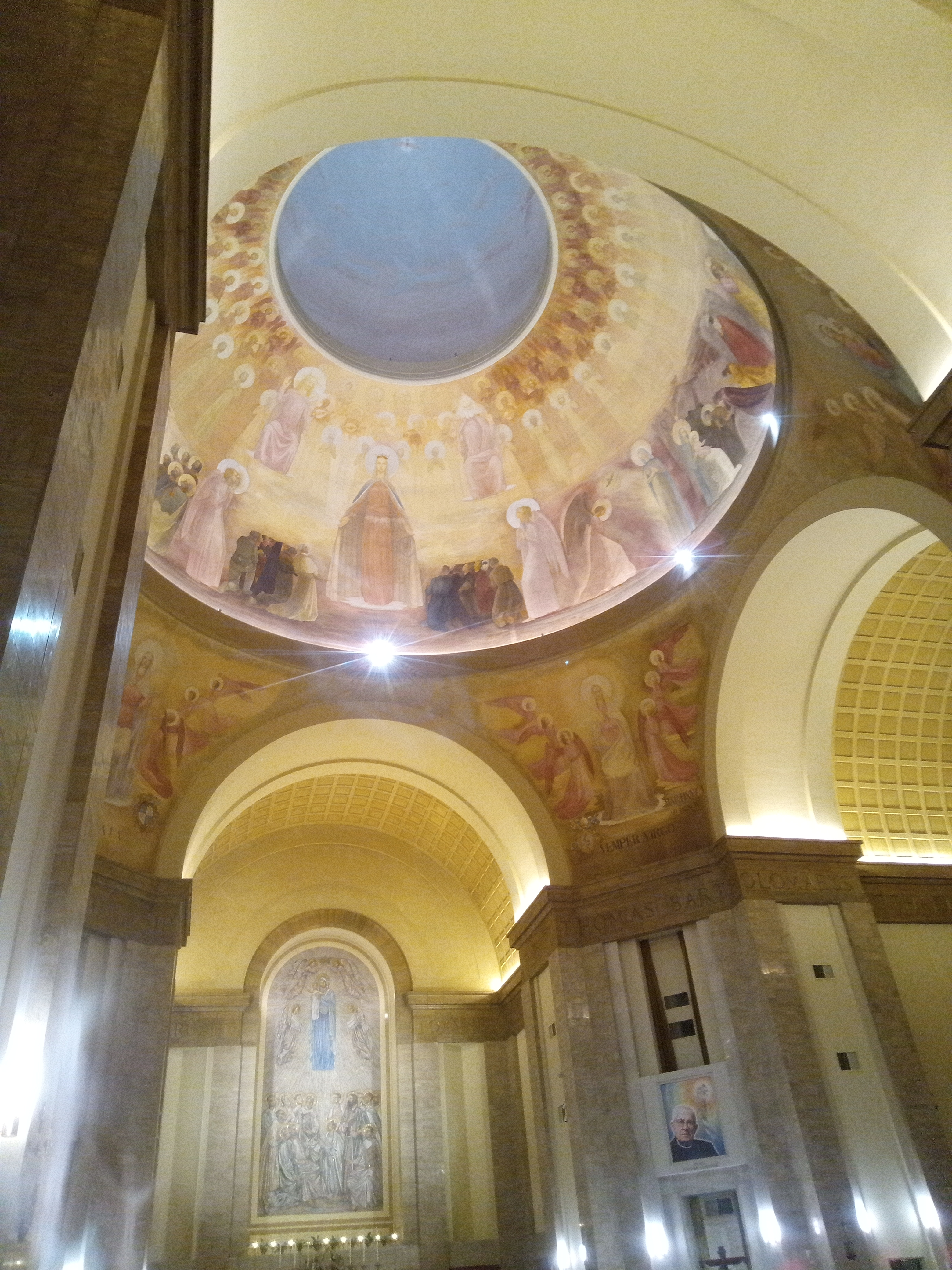
Gli affreschi della cupola

L'edificio, ispirato al barocco romano, ha pianta centrale ed è sormontato da una cupola imponente; all'interno, è decorato da una serie d'affreschi di Antonio Santagata a tema mariano. Vi si conservano le spoglie di don Alberione, Tecla Merlo, delle Figlie di San Paolo e Giuseppe Timoteo Giaccardo, il primo sacerdote paolino. Nella basilica il 19 settembre 2016 sono stati celebrati funerali di Gabriele Amorth, noto esorcista.